# Парротт, Трой
Трой Да́ньел Па́рротт (англ. Troy Daniel Parrott; родился 4 февраля 2002, Дублин) — ирландский футболист, нападающий нидерландского клуба АЗ и сборной Ирландии.

## Клубная карьера
Уроженец Дублина, Ирландия, Трой Парротт начал свою футбольную карьеру в молодёжной команде местного клуба «Белведер». В июле 2017 года стал игроком футбольной академии английского клуба «Тоттенхэм Хотспур». 4 февраля 2019 года, в день своего семнадцатилетия, Парротт подписал первый профессиональный контракт с «Тоттенхэмом». 24 сентября 2019 года Трой дебютировал в основном составе «шпор» в матче третьего раунда Кубка Английской футбольной лиги против «Колчестер Юнайтед». 7 декабря 2019 года дебютировал в Премьер-лиге в матче против «Бернли».
1 августа 2020 года отправился в аренду в клуб Чемпионшипа «Миллуолл» до окончания сезона 2020/21.
В сезоне 2021/22 на правах аренды выступал за клуб «Милтон-Кинс Донс».
В сезоне 2022/23 на правах аренды выступает за клуб «Престон Норт Энд».
24 августа 2023 года перешёл на правах аренды в нидерландский «Эксельсиор».
В июле 2024 года перешёл в нидерландский клуб АЗ за 8 млн евро, подписав пятилетний контракт. 14 сентября 2024 года забил 4 гола в матче Эредивизи против «Херенвена».

## Карьера в сборной
Парротт выступал за сборные Ирландии до 17, до 19 лет и до 21 года.
14 ноября 2019 года дебютировал за первую сборную Ирландии, выйдя в стартовом составе в товарищеском матче против Новой Зеландии. В этом матче он отметился голевой передачей.

## Статистика выступлений
Данные приведены по состоянию на 20 марта 2021 года
| Клуб              | Сезон            | Лига             | Лига | Лига | Кубок | Кубок | Кубок лиги | Кубок лиги | Еврокубки | Еврокубки | Итого | Итого |
| Клуб              | Сезон            | Дивизион         | Игры | Голы | Игры  | Голы  | Игры       | Голы       | Игры      | Голы      | Игры  | Голы  |
| ----------------- | ---------------- | ---------------- | ---- | ---- | ----- | ----- | ---------- | ---------- | --------- | --------- | ----- | ----- |
| Тоттенхэм Хотспур | 2019/20          | Премьер-лига     | 2    | 0    | 1     | 0     | 1          | 0          | 0         | 0         | 4     | 0     |
| Миллуолл          | 2020/21          | Чемпионшип       | 11   | 0    | 2     | 0     | 1          | 0          | 0         | 0         | 14    | 0     |
| Ипсвич Таун       | 2020/21          | Лига 1           | 18   | 2    | 0     | 0     | 0          | 0          | 0         | 0         | 18    | 2     |
| Всего за карьеру  | Всего за карьеру | Всего за карьеру | 31   | 2    | 3     | 0     | 2          | 0          | 0         | 0         | 38    | 2     |